# Llista de monuments de l'Avairon
Llista de monuments de l'Avairon (Migdia-Pirineus) registrats com a monuments històrics, bé catalogats d'interès nacional (classé) o bé inventariats d'interès regional (inscrit).
A data 31 de desembre de 2009, l'Avairon tenia 375 monuments històrics, dels quals 152 són catalogats i 223 inventariats.
La llista es divideix per districtes:
- Llista de monuments del districte de Millau
- Llista de monuments del districte de Rodés
- Llista de monuments del districte de Vilafranca de Roergue